# Luis Domínguez (Politiker)

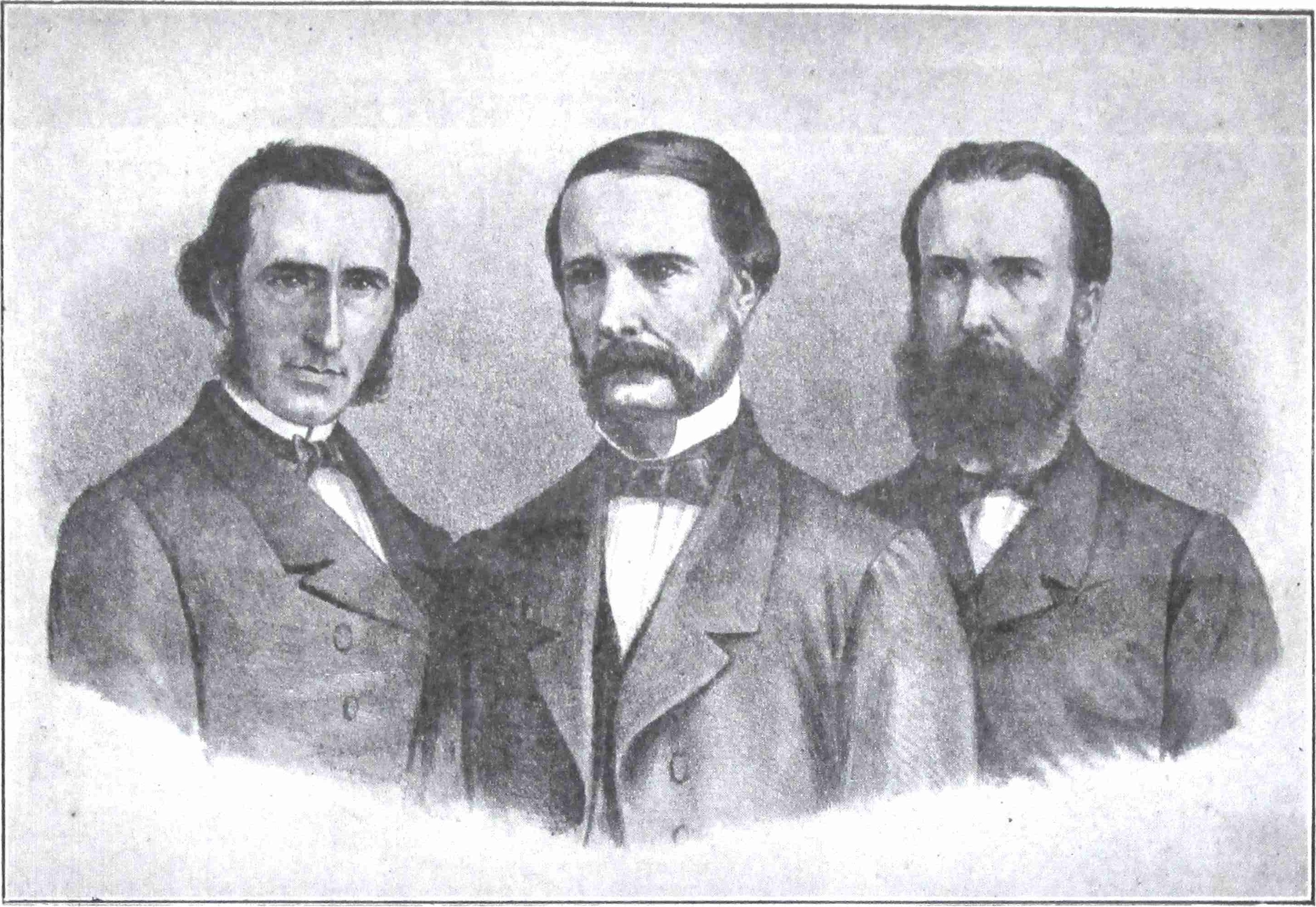
Luis L. Dominguez, Mariano Saavedra und Pablo Cardenas.

Luis Domínguez, eigentl. Luis Lorenzo Domínguez, (*  15. März 1819 in Buenos Aires; † 20. Juli 1898 in London) war ein argentinischer Politiker, Diplomat und Schriftsteller.
Während der Regierungszeit des Diktators Juan Manuel de Rosas emigrierte Domínguez 1839 nach Uruguay und ließ sich in Montevideo nieder. Dort schloss er sich den Emigranten um Juan Bautista Alberdi und Bernardo de Irigoyen an.
Domínguez schrieb u. a. für Zeitungen und Zeitschriften wie „El Grito“, „El Nacional“ und „¡Muera Roas!“. Er thematisierte dort wiederholt die politische Situation in seiner Heimat. Als Anfang 1852 de Rosas gestürzt worden war, kehrte Domínguez nach Argentinien zurück und ließ sich wieder in seiner Heimatstadt nieder. Dort gründete er 1856 zusammen mit Félix Frías und José Mármol die Zeitung „El Orden“.
Stets politisch engagiert wurde Domínguez 1872 durch Domingo Faustino Sarmiento zum Finanzminister ernannt. Dieses Amt legte er zwei Jahre später nieder und wechselte in den Diplomatischen Dienst seines Landes. Als Botschafter vertrat er Argentinien erst in Peru und den Vereinigten Staaten, später dann auch in Spanien und Großbritannien.

## Rezeption
Als Lyriker fand Domínguez in der Literaturgeschichte seines Landes keinen Platz, obwohl einige seiner Gedichte doch größere Verbreitung fanden. Seine „Historia argentina“ dagegen erhielt großes Lob.

## Werke (Auswahl)
- Historia argentina. Buenos Aires 1861.